# Of June
Of June – minialbum, a zarazem pierwsze wydawnictwo amerykańskiego projektu muzycznego Owl City.

## Lista utworów
| 1. | "Swimming in Miami"         | 4:55  |
|    |                             |       |
| 2. | "Captains and Cruise Ships" | 3:28  |
|    |                             |       |
| 3. | "Designer Skyline"          | 3:30  |
|    |                             |       |
| 4. | "Panda Bear"                | 3:08  |
|    |                             |       |
| 5. | "The Airway"                | 3:23  |
|    |                             |       |
| 6. | "Fuzzy Blue Lights"         | 4:41  |
|    |                             |       |
| 7. | "Hello Seattle"             | 2:57  |
|    |                             |       |
|    |                             | 26:02 |
|    |                             |       |